# 軍森
軍森（いくさもり）は、秋田県鹿角市にある山である。

## 概要
標高206.6m。大湯環状列石（国の特別史跡）の近くにある。同史跡がある中通台地と同じく、太古からの舌状台地の中にこんもりとたたずんでいる。
山内には造林作業用の道路が通じている。なお、山頂は秋田スギの人工林に囲まれており眺望はよくない。
山麓一帯には、秋田県鹿角市遺跡詳細分布調査報告書記載の丸館跡・丸館I遺跡・丸館II遺跡・丸館III遺跡・丸館IV遺跡・丸館下I遺跡・丸館下II遺跡・丸館表I遺跡・丸館表II遺跡・丸館表III遺跡・丸館表IV遺跡・丸館表V遺跡・草木A遺跡・草木B遺跡などの遺跡が分布している。

## 伝承
この森にまつわる伝承に「猿賀さま」がある。